# Robel Teklemariam
Robel Zemichael Teklemariam (amharisch ሮቤል ዘሚካኤል ተክለማርያም; * 16. September 1974 in Addis Abeba) ist ein ehemaliger äthiopischer Skilangläufer.

## Werdegang
Teklemariam nahm von 2005 bis 2010 an Wettbewerben der Fédération Internationale de Ski teil. Bei den Wettbewerben der Olympischen Winterspiele 2006 in Pragelato erreichte er den 83. Platz über 15 km klassisch. Seine beste Platzierung bei den nordischen Skiweltmeisterschaften 2007 in Sapporo war der 74. Rang im Sprint. Bei den Olympischen Winterspielen 2010 in Vancouver belegte er den 93. Rang über 15 km Freistil.

## Erfolge

### Olympische Winterspiele
- Turin 2006: 83. 15 km klassisch
- Vancouver 2010: 93. 15 km Freistil

### Weltmeisterschaften
- Sapporo 2007: 74. Sprint klassisch, 104. 15 km Freistil